# Pasir Ris
Pasir Ris – naziemna stacja Mass Rapid Transit (MRT) w Singapurze, która jest częścią East West Line. Obsługuje centralną część Pasir Ris New Town.
Stanowi wschodni kraniec East West Line.